# Esben Lunde Larsen

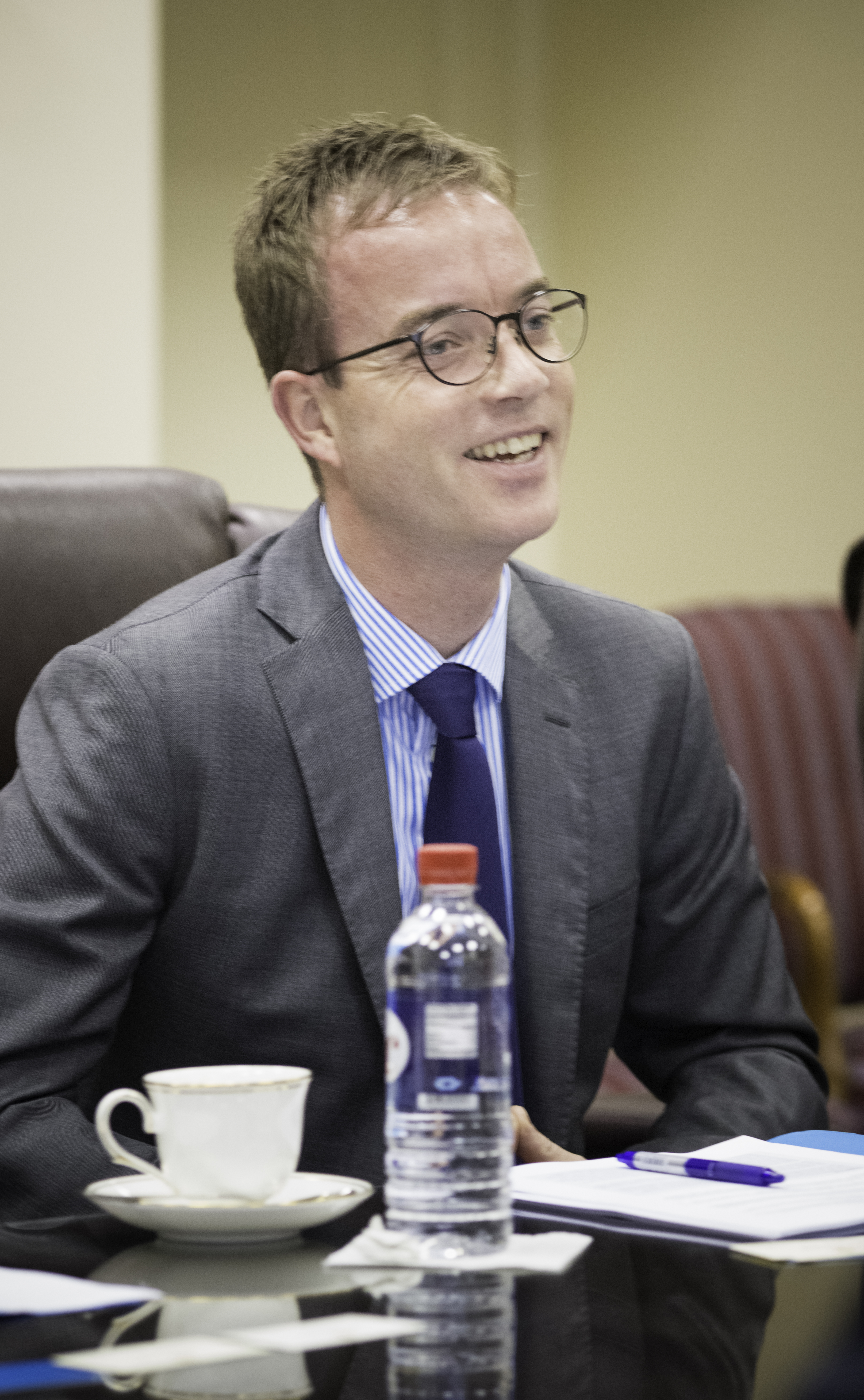
Esben Lunde Larsen, 2016

Esben Lunde Larsen (* 14. November 1978 in Skjern) ist ein dänischer Politiker der Partei Venstre und war im Kabinett Lars Løkke Rasmussen III Minister für Umwelt und Lebensmittel. Im Kabinett Lars Løkke Rasmussen II war er Kulturminister.

## Leben
Esben Lunde Larsen studierte in Kopenhagen Theologie und schloss das Studium mit dem Master und einer Dissertation ab. Zeitweise arbeitete er als Angestellter in der Politikabteilung für die Partei Venstre in Christiansborg. Nachdem er sich bereits ab 2006 in seinem Heimatort in der Kommunalpolitik engagierte, wurde Larsen 2011 als Abgeordneter in das dänische Parlament Folketing gewählt. Dort war er bis zu seiner Ernennung zum Minister Angehöriger der Ausschüsse für Wissenschaft, Umwelt sowie Landwirtschaft. Von Juni 2015 bis Februar 2016 war er Minister für Kultur und Wissenschaft. Von Februar 2016 bis Mitte 2018 war er Minister für Umwelt und Ernährung.
Larsen ist Herausgeber diverser Schriften, die sich mit dem Christentum und der germanischen Mythologie auseinandersetzen.

## Auszeichnungen
- 11. April 2018: Komtur des Dannebrogordens[3]